# Matthias Ginter
Matthias Lukas Ginter (Friburgo de Brisgovia, Alemania, 19 de enero de 1994) es un futbolista alemán. Juega en la posición de defensa y desde 2022 milita en el S. C. Friburgo de la Bundesliga de Alemania.

## Trayectoria

### Clubes
Comenzó su carrera en el S. V. March, antes de trasladarse a las categorías inferiores del S. C. Friburgo para la temporada 2005-06. Con el equipo sub-19, en 2011 ganó la Copa de Alemania júnior, donde en la final derrotaron por penales al F. C. Hansa Rostock. Fue ascendido al primer equipo en la temporada 2011-12, y su debut se produjo el 21 de enero en un partido contra el F. C. Augsburgo en el que sustituyó a Anton Putsila en el segundo tiempo y en el que marcó el gol de la victoria.
En julio de 2014, después de jugar cuarenta y dos partidos y anotar tres goles en el S. C. Friburgo, fue transferido por cuatro temporadas al Borussia Dortmund, que pagó por su pase la cantidad de diez millones de euros. En julio de 2017 el Borussia Mönchengladbach pagó diecisiete millones de euros para comprarlo, por lo que se convirtió en el fichaje más caro del club. Firmó por cuatro años.
A finales del año 2021 el Borussia Mönchengladbach comunicó que abandonaría el club al finalizar la temporada una vez expirara su contrato. Antes de que esta acabara se hizo oficial su regreso al S. C. Friburgo.

### Selección nacional
Ginter disputó la Eurocopa Sub-21 de 2013, donde jugó tres partidos. El 8 de mayo de 2014, fue incluido por Joachim Löw en la lista preliminar de treinta jugadores con miras a la Copa del Mundo. Finalmente, fue ratificado en la nómina definitiva de veintitrés jugadores que viajaron a Brasil. No jugó ni un partido durante la competición, que su selección ganó. Disputó la Eurocopa Sub-21 de 2015, en la que jugó en cuatro oportunidades y marcó una vez, en la goleada por 3:0 frente a Dinamarca por la fase de grupos. Participó con la sub-23 en los Juegos Olímpicos de Río de Janeiro, donde obtuvieron la medalla de plata tras perder con Brasil en tanda de penales.
En mayo de 2017 fue seleccionado entre los futbolistas a jugar la Copa Confederaciones, donde el equipo alemán integró el grupo B junto con Australia, Camerún y Chile. El 2 de julio, los alemanes se coronaron campeones tras derrotar a Chile por 1:0. El 4 de junio de 2018, Ginter fue incluido en la lista de veintitrés futbolistas que viajarían a Rusia a disputar la Copa del Mundo. El 27 de junio, los alemanes fueron eliminados en primera ronda tras perder por 2:0 ante Corea del Sur. Ginter no jugó ningún encuentro. Después de la eliminación, volvió a ser convocado, para el partido contra Francia por la Liga de las Naciones de la UEFA. El 16 de noviembre de 2019 marcó su primer gol, en una goleada por 4:0 frente a Bielorrusia por la clasificación a la Eurocopa.

#### Participaciones en Copas del Mundo
| Mundial                        | Sede   | Resultado      |
| ------------------------------ | ------ | -------------- |
| Copa Mundial de Fútbol de 2014 | Brasil | Campeón        |
| Copa Mundial de Fútbol de 2018 | Rusia  | Fase de grupos |
| Copa Mundial de Fútbol de 2022 | Catar  | Fase de grupos |

#### Participaciones en Eurocopas
| Torneo                  | Sede            | Resultado        |
| ----------------------- | --------------- | ---------------- |
| Eurocopa Sub-21 de 2013 | Israel          | Fase de grupos   |
| Eurocopa Sub-21 de 2015 | República Checa | Semifinales      |
| Eurocopa 2020           | Europa          | Octavos de final |

#### Participaciones en Copa Confederaciones
| Torneo                    | Sede  | Resultado |
| ------------------------- | ----- | --------- |
| Copa Confederaciones 2017 | Rusia | Campeón   |

## Estadísticas

### Clubes
Actualizado al último partido disputado el 17 de mayo de 2025.
| Club | Div.          | Temporada     | Liga  | Liga  | Liga   | Copas nacionales (1) | Copas nacionales (1) | Copas nacionales (1) | Copas internacionales (2) | Copas internacionales (2) | Copas internacionales (2) | Total | Total | Total  |
| Club | Div.          | Temporada     | Part. | Goles | Asist. | Part.                | Goles                | Asist.               | Part.                     | Goles                     | Asist.                    | Part. | Goles | Asist. |
| --- | ------------- | ------------- | ----- | ----- | ------ | -------------------- | -------------------- | -------------------- | ------------------------- | ------------------------- | ------------------------- | ----- | ----- | ------ |
| S. C. Friburgo · Alemania | 1.ª           | 2011-12       | 13    | 1     | 0      | 0                    | 0                    | 0                    | ―                         | ―                         | ―                         | 13    | 1     | 0      |
| S. C. Friburgo · Alemania | 1.ª           | 2012-13       | 23    | 1     | 0      | 3                    | 0                    | 1                    | ―                         | ―                         | ―                         | 26    | 1     | 1      |
| S. C. Friburgo · Alemania | 1.ª           | 2013-14       | 34    | 0     | 0      | 3                    | 2                    | 0                    | 5                         | 1                         | 0                         | 42    | 3     | 0      |
| Borussia Dortmund II · Alemania | 3.ª           | 2014-15       | 2     | 0     | 0      | ―                    | ―                    | ―                    | ―                         | ―                         | ―                         | 2     | 0     | 0      |
| Borussia Dortmund II · Alemania | Total club    | Total club    | 2     | 0     | 0      | 0                    | 0                    | 0                    | 0                         | 0                         | 0                         | 2     | 0     | 0      |
| Borussia Dortmund · Alemania | 1.ª           | 2014-15       | 14    | 0     | 1      | 1                    | 0                    | 0                    | 5                         | 0                         | 0                         | 20    | 0     | 1      |
| Borussia Dortmund · Alemania | 1.ª           | 2015-16       | 24    | 3     | 7      | 5                    | 0                    | 1                    | 11                        | 1                         | 3                         | 40    | 4     | 11     |
| Borussia Dortmund · Alemania | 1.ª           | 2016-17       | 29    | 0     | 0      | 5                    | 0                    | 0                    | 8                         | 0                         | 1                         | 42    | 0     | 1      |
| Borussia Dortmund · Alemania | Total club    | Total club    | 67    | 3     | 8      | 11                   | 0                    | 1                    | 24                        | 1                         | 4                         | 102   | 4     | 13     |
| Borussia Mönchengladbach · Alemania | 1.ª           | 2017-18       | 34    | 5     | 2      | 3                    | 0                    | 0                    | ―                         | ―                         | ―                         | 37    | 5     | 2      |
| Borussia Mönchengladbach · Alemania | 1.ª           | 2018-19       | 27    | 2     | 0      | 2                    | 0                    | 0                    | ―                         | ―                         | ―                         | 29    | 2     | 0      |
| Borussia Mönchengladbach · Alemania | 1.ª           | 2019-20       | 31    | 1     | 2      | 1                    | 0                    | 0                    | 4                         | 0                         | 0                         | 36    | 1     | 2      |
| Borussia Mönchengladbach · Alemania | 1.ª           | 2020-21       | 34    | 2     | 1      | 4                    | 0                    | 0                    | 8                         | 0                         | 0                         | 46    | 2     | 1      |
| Borussia Mönchengladbach · Alemania | 1.ª           | 2021-22       | 28    | 1     | 1      | 3                    | 0                    | 0                    | ―                         | ―                         | ―                         | 31    | 1     | 1      |
| Borussia Mönchengladbach · Alemania | Total club    | Total club    | 154   | 11    | 6      | 13                   | 0                    | 0                    | 12                        | 0                         | 0                         | 179   | 11    | 6      |
| S. C. Friburgo · Alemania | 1.ª           | 2022-23       | 34    | 4     | 1      | 4                    | 1                    | 0                    | 8                         | 0                         | 1                         | 46    | 5     | 2      |
| S. C. Friburgo · Alemania | 1.ª           | 2023-24       | 23    | 0     | 2      | 2                    | 0                    | 0                    | 9                         | 0                         | 0                         | 34    | 0     | 2      |
| S. C. Friburgo · Alemania | 1.ª           | 2024-25       | 32    | 2     | 1      | 2                    | 1                    | 0                    | ―                         | ―                         | ―                         | 34    | 3     | 1      |
| S. C. Friburgo · Alemania | Total club    | Total club    | 159   | 8     | 4      | 14                   | 4                    | 1                    | 22                        | 1                         | 1                         | 195   | 13    | 6      |
| Total carrera | Total carrera | Total carrera | 382   | 22    | 18     | 38                   | 4                    | 2                    | 58                        | 2                         | 5                         | 478   | 28    | 25     |
| (1) Incluye datos de Copa de Alemania y Supercopa de Alemania. (2) Incluye datos de Liga Europea de la UEFA y Liga de Campeones de la UEFA. |               |               |       |       |        |                      |                      |                      |                           |                           |                           |       |       |        |

### Selección nacional
La siguiente tabla detalla los encuentros disputados y los goles marcados por Ginter con la selección alemana.
| Sub-18 · Alemania | 2011  | 5  | 0 | 0 | -  | - | - | - | - | - | - | - | - | 5  | 0 | 0 |
| Sub-18 · Alemania | 2012  | 1  | 0 | 0 | -  | - | - | - | - | - | - | - | - | 1  | 0 | 0 |
| Sub-18 · Alemania | Total | 6  | 0 | 0 | 0  | 0 | 0 | 0 | 0 | 0 | 0 | 0 | 0 | 6  | 0 | 0 |
| Sub-19 · Alemania | 2012  | 3  | 1 | 0 | -  | - | - | - | - | - | - | - | - | 3  | 1 | 0 |
| Sub-19 · Alemania | 2013  | 2  | 0 | 1 | -  | - | - | - | - | - | - | - | - | 2  | 0 | 1 |
| Sub-19 · Alemania | Total | 5  | 1 | 1 | 0  | 0 | 0 | 0 | 0 | 0 | 0 | 0 | 0 | 5  | 1 | 1 |
| Sub-21 · Alemania | 2013  | 1  | 0 | 0 | 4  | 0 | 0 | 3 | 0 | 0 | - | - | - | 8  | 0 | 0 |
| Sub-21 · Alemania | 2014  | 0  | 0 | 0 | 0  | 0 | 0 | - | - | - | - | - | - | 0  | 0 | 0 |
| Sub-21 · Alemania | 2015  | 2  | 0 | 0 | 0  | 0 | 0 | 4 | 1 | 0 | - | - | - | 6  | 1 | 0 |
| Sub-21 · Alemania | 2016  | 1  | 0 | 0 | 1  | 0 | 0 | - | - | - | - | - | - | 2  | 0 | 0 |
| Sub-21 · Alemania | 2017  | 2  | 0 | 0 | 0  | 0 | 0 | - | - | - | - | - | - | 2  | 0 | 0 |
| Sub-21 · Alemania | Total | 6  | 0 | 0 | 5  | 0 | 0 | 7 | 1 | 0 | 0 | 0 | 0 | 18 | 1 | 0 |
| Olímpica · Alemania | 2016  | 0  | 0 | 0 | -  | - | - | - | - | - | 5 | 2 | 0 | 5  | 2 | 0 |
| Olímpica · Alemania | Total | 0  | 0 | 0 | 0  | 0 | 0 | 0 | 0 | 0 | 5 | 2 | 0 | 5  | 2 | 0 |
| Absoluta · Alemania | 2014  | 3  | 0 | 0 | 2  | 0 | 0 | - | - | - | 0 | 0 | 0 | 5  | 0 | 0 |
| Absoluta · Alemania | 2015  | 3  | 0 | 0 | 0  | 0 | 0 | - | - | - | - | - | - | 3  | 0 | 0 |
| Absoluta · Alemania | 2016  | 1  | 0 | 0 | -  | - | - | - | - | - | - | - | - | 1  | 0 | 0 |
| Absoluta · Alemania | 2017  | 2  | 0 | 0 | 2  | 0 | 1 | - | - | - | 4 | 0 | 0 | 8  | 0 | 1 |
| Absoluta · Alemania | 2018  | 3  | 0 | 0 | 3  | 0 | 0 | - | - | - | 0 | 0 | 0 | 6  | 0 | 0 |
| Absoluta · Alemania | 2019  | 0  | 0 | 0 | 6  | 1 | 2 | - | - | - | - | - | - | 6  | 1 | 2 |
| Absoluta · Alemania | Total | 12 | 0 | 0 | 13 | 1 | 3 | 0 | 0 | 0 | 4 | 0 | 0 | 29 | 1 | 3 |
| Total | Total | 29 | 1 | 1 | 18 | 1 | 3 | 7 | 1 | 0 | 9 | 2 | 0 | 63 | 5 | 4 |
| (1) Incluye datos de clasificación europea, mundialista y Liga de las Naciones de la UEFA. (2) Incluye datos del Campeonato Europeo de la UEFA Sub-17, Sub-19 y Eurocopa Sub-21. (3) Incluye datos de los Juegos Olímpicos y Copa FIFA Confederaciones. |       |    |   |   |    |   |   |   |   |   |   |   |   |    |   |   |

### Resumen estadístico
| Competición            | Partidos | Goles | Asistencias | Promedio |
| ---------------------- | -------- | ----- | ----------- | -------- |
| Liga nacional          | 327      | 20    | 16          | 0,06     |
| Copas nacionales       | 33       | 3     | 2           | 0,09     |
| Copas internacionales  | 49       | 2     | 5           | 0,04     |
| Selección de Alemania  | 51       | 2     | 3           | 0,04     |
| Selecciones inferiores | 34       | 4     | 1           | 0,12     |
| Total                  | 494      | 31    | 27          | 0,06     |

## Palmarés

### Títulos nacionales
| Título                | Club              | País     | Año     |
| --------------------- | ----------------- | -------- | ------- |
| Supercopa de Alemania | Borussia Dortmund | Alemania | 2014    |
| Copa de Alemania      | Borussia Dortmund | Alemania | 2016-17 |

### Títulos internacionales
| Título                        | Club (*)                     | País   | Año  |
| ----------------------------- | ---------------------------- | ------ | ---- |
| Copa Mundial de Fútbol        | Selección de Alemania        | Brasil | 2014 |
| Plata en los Juegos Olímpicos | Selección de Alemania sub-23 | Brasil | 2016 |
| Copa Confederaciones          | Selección de Alemania        | Rusia  | 2017 |

(*) Incluyendo la selección.

### Distinciones individuales
| Distinción                                                        | Año  |
| ----------------------------------------------------------------- | ---- |
| Medalla Fritz Walter de Oro al mejor futbolista menor de 18 años. | 2012 |
| Medalla Fritz Walter de Oro al mejor futbolista menor de 19 años. | 2013 |